# الکساندر دومارانش

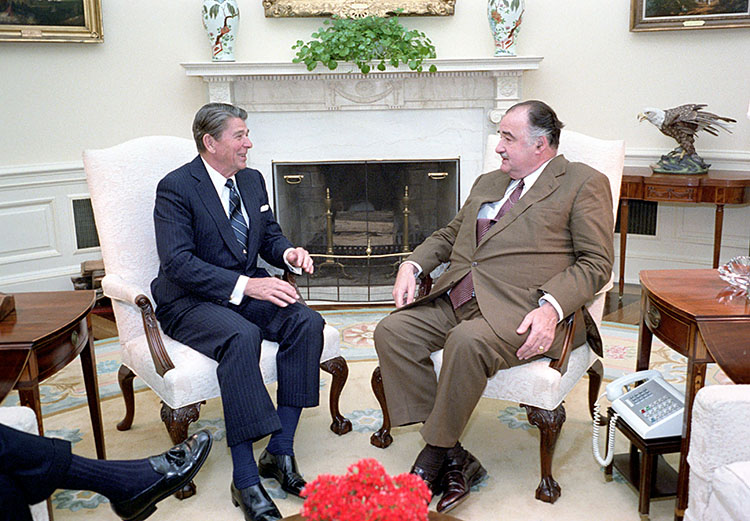
دیدار الکساندر دومارانش با رونالد ریگان - ۱۹۸۳

کنت الکساندر دومارانش (۷ ژوئن ۱۹۲۱، پاریس – ۲ ژوئن ۱۹۹۵) افسر ارشد ارتش فرانسه، مشاور امنیتی بین‌المللی چند تن از سران کشورهای جهان آزاد نظیر، رونالد ریگان، والری ژیسکار دستن و شارل دوگل و رئیس سابق سازمان اطلاعات و امنیت فرانسه بود. 
الکساندر دومارانش از ۶ نوامبر ۱۹۷۰ تا ۱۲ ژوئن ۱۹۸۱، به مدت ۱۲ سال رئیس سازمان اطلاعات و امنیت فرانسه (به فرانسوی: Service de Documentation Extérieure et de Contre-Espionnage)‏ یا به اختصار سدس (SDECE) را بر عهده داشت. دومارانش هم‌چنین از گردانندگان اصلی کنفراس مخفیانه سازمان سیا در منطقهٔ خاورمیانه و آسیای مرکزی که در اردیبهشت ۱۳۵۲ در تهران برگزار شد، بوده‌است. این کنفرانس که با نام مخفف باشگاه سافاری شناخته شده‌است و ۵ کشور، فرانسه، ایران، مصر، مراکش و عربستان اسناد آن را امضا نموده‌اند، با هدف جلوگیری از نفوذ و اجرای عملیات‌های شوروی سابق و کمونیسم به وجود آمد.

دومارانش هم چنین به دلیل پیش‌بینی تهاجم شوروی سابق به افغانستان و بعدها حملهٔ ایالات متحده آمریکا به عراق به واسطهٔ شناخت وسیع از افسران ارتش آمریکا و کارمندان عالی رتبهٔ سفارت آمریکا، شهرت فراوانی پیدا کرد. از معروف‌ترین کتاب‌های او جنگ جهانی چهارم، دیپلماسی و جاسوسی در عصر خشونت است.